# Bầu cử tổng thống Nga 2012
Bầu cử tổng thống Nga năm 2012 là cuộc bầu cử chọn Tổng thống Nga diễn ra vào ngày 4 tháng 3 năm 2012 với 5 ứng cử viên đăng ký chính thức trong đó 4 ứng viên đại diện cho 4 đảng và một ứng viên độc lập, theo kết quả kiểm phiếu 90% số phiếu bầu thì kết quả Vladimir Vladimirovich Putin thắng cử tổng thống Nga lần thứ nhì với khoảng 64,59% số phiếu bầu, lãnh đạo Đảng Cộng sản Nga Gennady Zyuganov giành được 18% số phiếu, tỷ phú Mikhail Prokhorov về ba với 7,3%. Ứng viên theo đường lối dân tộc chủ nghĩa Vladimir Zhirinovsky đứng vị trí tiếp theo trong khi cựu chủ tịch quốc hội Sergei Mironov được cử tri xếp ở cuối với 3,7%.
Cuộc bầu cử tổng thống Nga diễn ra trên 9 múi giờ của Nga. Việc bỏ phiếu bắt đầu từ vùng Viễn Đông sáng qua, và kết thúc khi các cử tri vùng cực tây Nga, Kaliningrad, kéo dài tổng cộng khoảng 21 giờ.
Số lượng cử tri đăng ký bầu với Ủy ban Bầu cử Trung ương Nga là 110 triệu người, trong đó có 1.813.000 người đăng ký với các lãnh sự quán ở nước ngoài. Các nhà du hành vũ trụ Nga ở Trạm không gian quốc tế (ISS) bầu cử thông qua một kênh liên lạc chuyên dụng kết nối ISS với bộ phận kiểm soát.
Hơn một triệu người đã đăng ký để theo dõi bầu cử thông qua mạng internet. Ngoài ra, khoảng 700 quan sát viên quốc tế đã đến Nga để giám sát quá trình chọn ra tổng thống. Họ có quyền có mặt tại mọi ủy ban bầu cử thuộc mọi cấp chính quyền và theo dõi mọi vấn đề xảy ra ở các điểm bầu cử.
Gần 6.000 điểm bầu cử được lắp đặt thiết bị kiểm phiếu tự động mới. Có 1.000 thiết bị bầu cử điện tử được sử dụng thay cho phiếu bầu bằng giấy.
Hơn 380.000 cảnh sát, khoảng 30.000 nhân viên trợ giúp cảnh sát tình nguyện và khoảng 31.000 vệ sĩ riêng đảm bảo an ninh bầu cử trên khắp nước Nga. Riêng ở thủ đô Moskva, có 36.500 nhân viên cảnh sát và hơn 6.000 nhân viên an ninh từ nhiều vùng khác sẽ đến thủ đô Nga để trợ giúp cho các đồng nghiệp khi các cuộc biểu tình dự kiến sẽ được tổ chức ở đây sau bầu cử. 
Ủy ban bầu cử trung ương Nga cho biết số cử tri đi bỏ phiếu đạt 64%. Một số đảng đối lập cho hay họ sẽ không công nhận kết quả bầu cử, cho dù tại các điểm bỏ phiếu, chính quyền đã cho lắp camera theo dõi và mọi người có thể theo dõi trên mạng.